# District de Tanjung Manis
Le district de Tanjung Manis (malais : Daerah Tanjung Manis) est un district administratif de l'État malaisien du Sarawak, qui fait partie de la Division de Mukah. La capitale du district est dans la ville de Belawai.

### Liens connexes
- Districts de Malaisie